# Paco (Droge)
Pasta básica de cocaina (kurz PBC, span. für Kokain-Basispaste) oder Paco, umgangssprachlich auch pasta base, ist ein im südlichen Südamerika verbreiteter Sammelbegriff, der verschiedene in der Regel rauchbare Rauschmittel auf Basis von Kokain bezeichnet.
Obwohl der Begriff Kokain-Basispaste und seine Abkürzung PBC im eigentlichen Sinne nur Kokainsulfat bezeichnet, werden unter PBC und Paco einerseits die in Europa als Crack und Freebase bekannten Drogen, zum anderen verschiedene Zwischen- und Abfallprodukte der Kokainproduktion verstanden. Drogen dieser Art haben sich in Südamerika, insbesondere Argentinien, Uruguay und Süd-Brasilien, zu Beginn des 21. Jahrhunderts verbreitet.

## Definition und Herstellung
Fast alle unter dem Begriff Paco gehandelten Substanzen sind Zwischenprodukte der Kokainherstellung. Um das gängige kristalline Kokain (Kokainhydrochlorid) herzustellen, werden die Blätter des Cocastrauches zu einer Paste (Cocapaste) verarbeitet und mit Wasser und Schwefelsäure verkocht; dabei setzt sich am Topfboden Kokainsulfat ab. Folgende Produkte dieses Vorgangs werden als Paco bezeichnet: das Kokainsulfat, die Kokainbase, verschiedene Abfallprodukte bei der Verarbeitung von Kokainbase zu Kokainhydrochlorid sowie das Crack, das nach Weiterverarbeitung des Kokainhydrochlorids mit Natron entsteht.
Häufig werden die verschiedenen Paco-Varianten mit gemahlenen Glassplittern und diversen Chemikalien (z. B. Kerosin, Putzmittel, Lösungsmittel) gestreckt. Da die genauen Zutaten dem Käufer nicht bekannt sind, ergibt sich daraus ein zusätzliches Gefahrenpotenzial.

## Einnahme
Paco wird in Pfeifen geraucht, die meist aus Flaschenkorken oder ähnlichem gebastelt werden. Der Stoff wird in Bröseln verkauft und zum Rauchen mit Trägerstoffen wie Marihuana, Tabak, Zigarettenasche oder Stahlwolle vermischt.

## Erwünschte und unerwünschte Wirkungen
Paco erzeugt im Grunde die gleiche Wirkung wie reines Kokain. Der Konsument verspürt eine Stimmungserhellung, Euphorie und gesteigerte Aktivität. Schmerz- oder Hungergefühle setzen aus. Bei Paco setzt die Wirkung bereits nach dem ersten Zug ein. Der Rausch dauert lediglich 30–70 Sekunden.
Paco macht schnell abhängig. Nach dem kurzen Rausch fällt der Konsument sofort in ein starkes Stimmungstief. Ist der Konsument bereits stark abhängig, entsteht aus dieser Depression heraus sofort der Drang nach der nächsten Dosis. Durch die toxischen Inhaltsstoffe in den Paco-Bröseln können nach dem Rausch schmerzhafte Krampfzustände auftreten. Für die meisten ist dieser Schmerz nur mit einem neuen Rausch zu unterdrücken, so dass viele Abhängige täglich einhundert bis dreihundert Mal konsumieren. Paco schädigt langfristig Gehirn, Herz, Lunge, Leber und kann irreparable Schäden verursachen. Es entstehen Psychosen und Paranoia. Paco-Junkies erkennt man schnell an ihrer abgemagerten Figur. Das Hungergefühl setzt dauerhaft aus, Vitamin- und Nährstoffmangel tritt ein. Die Folge davon sind aufgeplatzte Lippen, Blasen und Blutergüsse auf der Haut und, aufgrund der Unterversorgung des Gehirns, Konzentrationsschwierigkeiten sowie glasige Augen und ein leicht abwesender und entrückter Gesichtsausdruck. Verhungern ist die häufigste Todesursache bei Pacokonsumenten. Süchtigen wird ein zombiehaftes Erscheinungsbild nachgesagt.

## Hintergründe
Als Hauptursache für den stark ansteigenden Trend des Konsums, vor allem in den Slums und Armenvierteln argentinischer Städte, wird die Wirtschaftskrise 2001 genannt. Laut Statistiken nahm der Drogenkonsum anschließend um 500 % zu. Tausende verloren damals ihre Jobs und lebten von Sozialhilfe. Vor allem Jugendliche suchen aufgrund mangelnder Zukunftschance Trost in der Droge. Dazu kommt, dass Paco als Abfallprodukt sehr billig ist. Eine Pfeifenfüllung kostet ein bis zwei Pesos (etwa 25–50 Eurocent). Stark Abhängige brauchen bis zu 300 Einzeldosen am Tag und können sich ihre Sucht meist nicht finanzieren. Die Folge davon ist, dass viele Jugendliche stehlen, um Paco kaufen zu können. Paco gilt als Droge der Armen, die diese noch ärmer macht.